# Важа (приток Луженьги)
Важа, Вожа — река в России, протекает в Вологодской области, в Великоустюгском районе. Устье реки находится в 28 км по левому берегу реки Луженьга. Длина реки составляет 32 км.
Исток реки расположен в северной части болота Красное в 42 км к юго-западу от Великого Устюга. Важа течёт по лесу на север, русло — извилистое. Крупнейшие притоки — Правая Важа (правый); Вьюнец, Холмовка, Огородный (левые). Населённых пунктов по берегам нет.

## Данные водного реестра
По данным государственного водного реестра России относится к Двинско-Печорскому бассейновому округу, водохозяйственный участок реки — Северная Двина от начала реки до впадения реки Вычегда, без рек Юг и Сухона (от истока до Кубенского гидроузла), речной подбассейн реки — Сухона. Речной бассейн реки — Северная Двина.
По данным геоинформационной системы водохозяйственного районирования территории РФ, подготовленной Федеральным агентством водных ресурсов:
- Код водного объекта в государственном водном реестре — 03020100312103000009890
- Код по гидрологической изученности (ГИ) — 103000989
- Код бассейна — 03.02.01.003
- Номер тома по ГИ — 03
- Выпуск по ГИ — 0